# La Chasse au lion (Rubens, 1621)
Pour les articles homonymes, voir La Chasse au lion.
La Chasse au lion, également appelée Chasse aux lions est un tableau de Pierre Paul Rubens actuellement détenu par l'Alte Pinakothek à Munich. Peint en 1621, La Chasse au lion marque la fin d'une phase créative intense de Rubens autour du thème de la chasse. Il dépeint des chasseurs à pied et à cheval s'attaquant à deux lions.

## Contexte
Le thème de la chasse est très présent dans l’œuvre de Rubens, qui est considéré comme l'un des artistes ayant renouvelé ce genre sous-exploité depuis la Renaissance. Entre 1616 et 1621, Rubens peint une succession de scènes de chasse extrêmement dynamiques, dont la technique et la composition s'améliorent de tableaux en tableaux. Cette première période créative commence par La Chasse au loup et au renard pour culminer par La Chasse au lion. Selon Arnout Balis, les œuvres ultérieures sont plus formelles et routinières, jusqu'à la seconde période créative qui s'étale de la fin des années 1620 à 1640.
Les tableaux de la première période montrent que Rubens a volontairement utilisé les codes des peintres de cour, en glorifiant la noblesse. En effet, la chasse est un symbole de ce statut social, puisqu'il sous-entend la possession d'importants terrains. C'est également une véritable passion pour de nombreux souverains d'Europe. Rubens est tout à fait conscient de l'intérêt suscité par ses peintures de chasse et a compris leur potentiel de vente auprès des classes dirigeantes. Toutefois, la créativité exprimée ne s'explique pas totalement par un but purement mercantile.

## Description

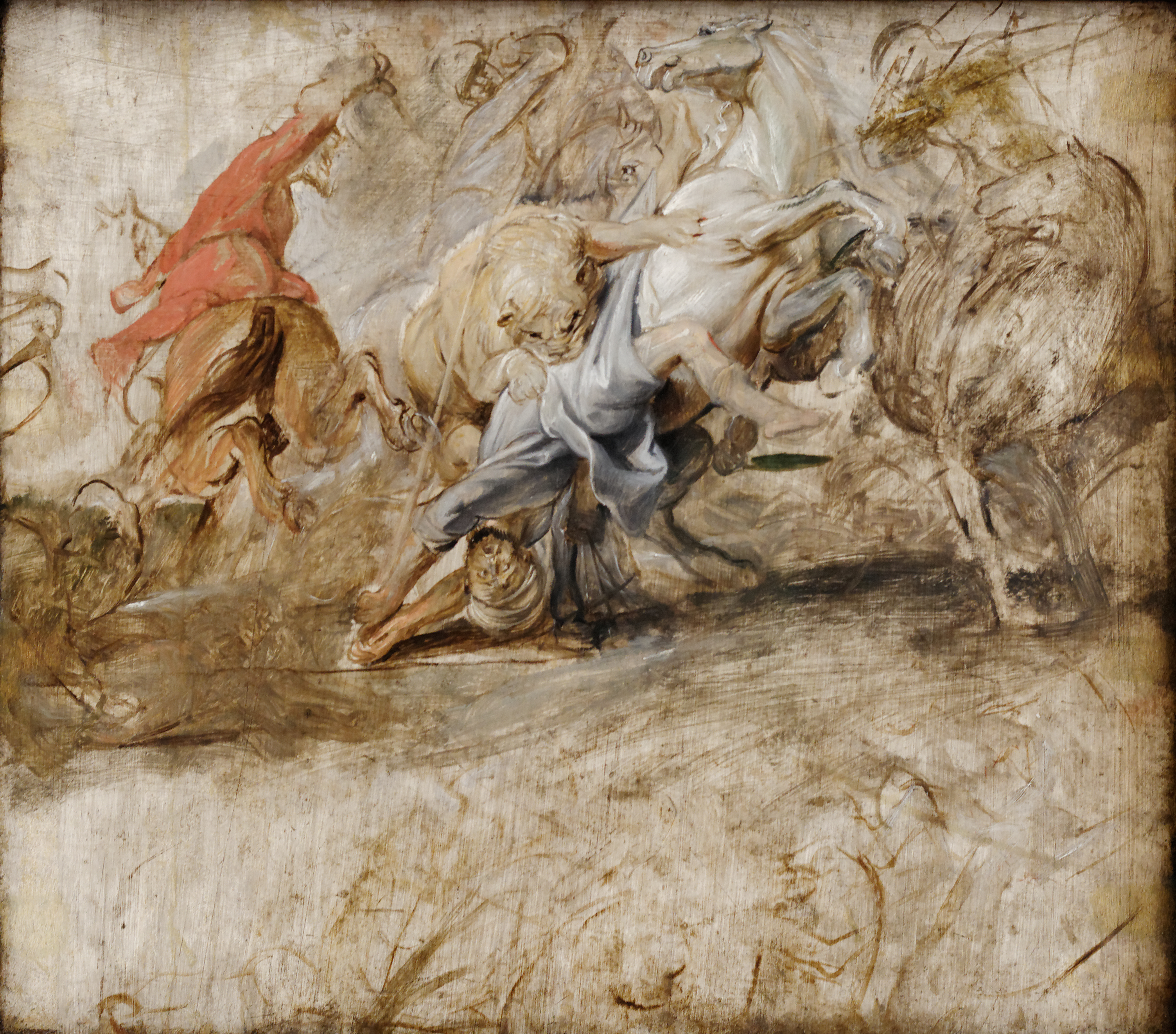
La chasse au lion (esquisse à l'huile). Alte Pinakothek, Munich

Quatre cavaliers et trois hommes à pied combattent un lion et une lionne. Au centre, le lion a désarçonné un homme portant un turban. L'homme est tiré en arrière, il tient un épieu pointé vers le ciel. Trois cavaliers semblent venir aider l'homme au turban : à gauche, un Maure portant une tunique rouge et au-dessus un cavalier en armure sont sur le point de frapper le lion dans le dos, le premier avec une lance, l'autre avec une épée. Le troisième cavalier, de style oriental, pointe une pique vers le cou du lion. En bas à droite, un homme gît, mort. En bas au centre, une lionne attaque un homme qui s'apprête à se défendre avec un poignard tandis qu'un dernier combattant se précipité sur la lionne, armé d'une pique et d'un bouclier.

## Influence
La Chasse au lion de Munich est considérée comme l'aboutissement de la première phase créative de Rubens pour les chasses. La peinture a été copiée à de nombreuses reprises et fait l'objet d'une importante littérature scientifique. Parmi les personnalités célèbres qui ont admiré cette peinture, figure Eugène Delacroix.